# موراي (يوتا)
موراي (بالإنجليزية: Murray, Utah)‏ هي مدينة تقع في الولايات المتحدة في مقاطعة سالت ليك، يوتا. يقدر عدد سكانها بـ 48,263 نسمة ومساحتها 24.9 كم2 وترتفع عن سطح البحر 1,311 متر.

## التركيبة السكانية
حدّد مكتب تعداد الولايات المتحدة بيانات التركيبة السكانية لموراي في تعداد الولايات المتحدة. في ما يلي، التركيبة السكانية حسب تعدادي 2000 و2010.

### تعداد عام 2000
بلغ عدد سكان موراي 34,024 نسمة بحسب تعداد عام 2000، وبلغ عدد الأسر 12,673 أسرة وعدد العائلات 8,720 عائلة مقيمة في المدينة. في حين سجلت الكثافة السكانية 1,065.9 نسمة لكل كيلومتر مربع (2,760.7/ميل2). وبلغ عدد الوحدات السكنية 13,327 وحدة بمتوسط كثافة قدره 417.5 لكل كيلومتر مربع (1,081.3/ميل2).
وتوزع التركيب العرقي للمدينة بنسبة 91.56% من البيض و0.99% من الأمريكيين الأفارقة و0.63% من الأمريكيين الأصليين و1.83% من الأمريكيين ذوي الأصول الآسيوية و0.33% من سكان جزر المحيط الهادئ و2.77% من الأعراق الأخرى و1.89% من عرقين مختلطين أو أكثر و7.49% من الهسبانيون أو اللاتينيون من أي عرق.
بلغ عدد الأسر 12,673 أسرة كانت نسبة 36.9% منها لديها أطفال تحت سن الثامنة عشر تعيش معهم، وبلغت نسبة الأزواج القاطنين مع بعضهم البعض 53.3% من أصل المجموع الكلي للأسر، ونسبة 11.3% من الأسر كان لديها معيلات من الإناث دون وجود شريك،  بينما كانت نسبة 4.3% من الأسر لديها معيلون من الذكور دون وجود شريكة وكانت نسبة 31.2% من غير العائلات. تألفت نسبة 24.6% من أصل جميع الأسر من عدة أفراد يعيشون في نفس المنزل ونسبة 8% كانت تتألف من شخص يعيش بمفرده يبلغ من العمر 65 عاماً أو أكثر. وبلغ متوسط حجم الأسرة المعيشية 2.68، أما متوسط حجم العائلات فبلغ 3.24.
بلغ العمر الوسطي للسكان 31.0 عاماً. وكانت نسبة 27.2% من القاطنين تحت سن الثامنة عشر، وكانت نسبة 13.3% بين الثامنة عشر والرابعة والعشرين عاماً، ونسبة 28.6% كانت واقعةً في الفئة العمرية ما بين الخامسة والعشرين والرابعة والأربعين عاماً، ونسبة 19.5% كانت ما بين الخامسة والأربعين والرابعة والستين، ونسبة 11.1% كانت ضمن فئة الخامسة والستين عاماً فما فوق. يوجد لكل 100 أنثى 95.9 ذكر، ويوجد لكل 100 أنثى في الثامنة عشر من عمرها فما فوق 93.1 ذكر.
بلغ متوسط دخل الأسرة في المدينة 45,569 دولارًا، أما متوسط دخل العائلة فبلغ 51,482 دولارًا. وكان متوسط دخل الذكور 35,636 دولارًا مقابل 25,713 دولارًا للإناث. وسجل دخل الفرد الخاص بالمدينة 21,094 دولارًا. وكانت نسبة 5.5% من العائلات ونسبة 6.3% من السكان تحت خط الفقر، وكان من هؤلاء نسبة 7.6% تحت سن الثامنة عشر ونسبة 4.3% في الخامسة والستين من العمر وما فوق.

### تعداد عام 2010
بلغ عدد سكان موراي 46,746 نسمة بحسب تعداد عام 2010، وبلغ عدد الأسر 18,226 أسرة وعدد العائلات 12,049 عائلة مقيمة في المدينة. في حين سجلت الكثافة السكانية 1,464.5 نسمة لكل كيلومتر مربع (3,793.0/ميل2). وبلغ عدد الوحدات السكنية 19,181 وحدة بمتوسط كثافة قدره 600.9 لكل كيلومتر مربع (1,556.3/ميل2).
وتوزع التركيب العرقي للمدينة بنسبة 88.64% من البيض و1.68% من الأمريكيين الأفارقة و0.83% من الأمريكيين الأصليين و2.42% من الأمريكيين ذوي الأصول الآسيوية و0.43% من سكان جزر المحيط الهادئ و3.26% من الأعراق الأخرى و2.75% من عرقين مختلطين أو أكثر و9.09% من الهسبانيون أو اللاتينيون من أي عرق.
بلغ عدد الأسر 18,226 أسرة كانت نسبة 31.5% منها لديها أطفال تحت سن الثامنة عشر تعيش معهم، وبلغت نسبة الأزواج القاطنين مع بعضهم البعض 48.6% من أصل المجموع الكلي للأسر، ونسبة 12.6% من الأسر كان لديها معيلات من الإناث دون وجود شريك،  بينما كانت نسبة 4.9% من الأسر لديها معيلون من الذكور دون وجود شريكة وكانت نسبة 33.9% من غير العائلات. تألفت نسبة 26.6% من أصل جميع الأسر من عدة أفراد يعيشون في نفس المنزل ونسبة 9.2% كانت تتألف من شخص يعيش بمفرده يبلغ من العمر 65 عاماً أو أكثر. وبلغ متوسط حجم الأسرة المعيشية 2.56، أما متوسط حجم العائلات فبلغ 3.12.
بلغ العمر الوسطي للسكان 34.6 عاماً. وكانت نسبة 23.7% من القاطنين تحت سن الثامنة عشر، وكانت نسبة 10.3% بين الثامنة عشر والرابعة والعشرين عاماً، ونسبة 27.8% كانت واقعةً في الفئة العمرية ما بين الخامسة والعشرين والرابعة والأربعين عاماً، ونسبة 24.3% كانت ما بين الخامسة والأربعين والرابعة والستين، ونسبة 13.9% كانت ضمن فئة الخامسة والستين عاماً فما فوق. وتوزع التركيب الجنسي للسكان بنسبة 48.3% ذكور و51.7% إناث.

## توأمة
لموراي (يوتا) اتفاقيات توأمة مع:
- شيا يي

## أعلام
- تايلر وايلز
- لو أندروس
- كيفن كورتيس
- فرد بيترز
- ستان واتس
- راي غرينوود
- رينولدز كاهون
- تشارلز أندرسون
- كورتيس شو
- تشارلز براون